# Dinotyrannus
Dinotyrannus ("Skräcktyrann") är ett omtvistat släkte av köttätande dinosaurier som levde i Montana under krita för cirka 65 miljoner år sedan. De fossil man hittat kan röra sig om fynd efter ej fullvuxna individer av ett annat släkte, till exempel Tyrannosaurus.
Man har hittat skallen, vadben, vänstra lårbenet och skenben. Dinotyrannus tros ha mätt cirka 9-10 meter. Tidigare trodde man att det rörde sig om en albertosaurie, men eftersom Dinotyrannus saknar de horn över ögonen som dessa ståtar med, så anses det orimligt.